# Via Aquitània

Mapa de les vies romanes de la Gàl·lia, amb la Via Aquitània marcada a baix en vermell

La Via Aquitània (en llatí Via Aquitania) fou una de les vies romanes de la Gàl·lia, construïda a partir de l'any 14 dC per unir Narbona, capital de la província de la Gàl·lia Narbonesa, amb Tolosa i Bordeus. A Narbona enllaçava amb la via Domícia. Tenia uns 400 km. També va rebre aquest nom a l'edat mitjana la via que anava d'Astúrica (Astorga) a Bordeus (antiga via XXXIV), a través de Pamplona, utilitzada pels pelegrins del camí de Sant Jaume.
La van fundar Gneu Domici Aenobarb juntament amb Quint Fabi Màxim Al·lobrògic, després de derrotar les tribus dels al·lòbroges i els arverns el 121 aC. El 118 aC va fundar Narbo Martius, que més tard esdevindria fou Narbona, i va construir la Via Domitia, de la qual la Via Aquitania fou una branca. Fou la principal via de la província romana d'Aquitània.